# Iassus apicalis
Iassus apicalis är en insektsart som beskrevs av Maximilian Spinola 1852. Iassus apicalis ingår i släktet Iassus och familjen dvärgstritar. Inga underarter finns listade i Catalogue of Life.